# .il
.il ist die länderspezifische Top-Level-Domain (ccTLD) Israels. Sie wurde am 24. Oktober 1985 eingeführt und wird bis heute von der Internet Society of Israel verwaltet. Israel hat einen Antrag für eine Internationalisierte ccTLD .ישראל gestellt.

## Eigenschaften
Es gibt keine besonderen Beschränkungen bei der Vergabe. Insbesondere ist kein Wohnsitz bzw. keine Niederlassung in Israel erforderlich, um eine .il-Domain zu registrieren. Ausdrücklich untersagt ist dagegen die Verwendung obszöner oder anstößiger Wörter, welche die öffentliche Ordnung stören können.
Insgesamt darf eine .il-Domain zwischen drei und 63 Zeichen lang sein, seit Januar 2011 werden auch internationalisierte Domainnamen unterstützt. Registrierungen werden ausschließlich auf dritter Ebene durchgeführt, es existieren folgende Bereiche:
- ac.il – akademische Institutionen
- co.il – kommerzielle Organisationen
- org.il – gemeinnützige Organisationen
- net.il – Internet Service Provider
- k12.il – Schulen und Kindergärten
- gov.il – Regierung
- muni.il – kommunale Regierung
- idf.il – Israel Defense Forces

## Hackerangriff
Anfang des Jahres 2009 wurde bekannt, dass im Rahmen des Nahostkonfliktes mehrere Hacker der Vereinigung Team Evil von Marokko aus in Systeme einzelner Registrare und der Registry eingedrungen sind. Mehrere Domains wurden durch Manipulation des Domain Name Systems umgeleitet.